# アシュート空港
アシュート空港（アラビア語: مطار أسيوط、英: Assiut Airport）はエジプトの都市アシュートにある空港。

## 就航路線
2020年6月現在。
| 航空会社                                   | 就航地                            |
| ------------------------------------------ | --------------------------------- |
| エア・アラビア                             | シャールジャ                      |
| エア・アラビア・エジプト                   | ジッダ クウェート リヤド          |
| カイロ航空（エア・カイロ）                 | アンマン ジッダ クウェート リヤド |
| エジプト航空                               | カイロ                            |
| フライエジプト                             | クウェート ジッダ アンマン        |
| ジャジーラ航空（ジャジーラ・エアウェイズ） | クウェート                        |

2010年代末には、ナイル・エアも就航しており、ジッダやクウェートへの便を運航していた。